# Vùng thủ đô Hà Nội
Vùng thủ đô Hà Nội là một trong hai vùng đô thị Việt Nam theo quy hoạch của Bộ Xây dựng nhằm định hướng phát triển đô thị (tránh nhầm lẫn với 6 "vùng kinh tế - xã hội", hay 4 "vùng kinh tế trọng điểm" do Bộ Kế hoạch và Đầu tư thành lập nhằm quản lý kinh tế - xã hội). Vùng thủ đô Hà Nội lấy thành phố Hà Nội làm đô thị trung tâm và các thành phố, thị xã của các tỉnh lân cận Hà Nội làm đô thị vệ tinh. Không gian quy hoạch của vùng thủ đô Hà Nội hiện nay bao trùm thành phố Hà Nội và 6 tỉnh là Phú Thọ, Thái Nguyên, Bắc Ninh, Hưng Yên, Hải Phòng, Ninh Bình với diện tích tự nhiên khoảng 24.314,7 km². Dân số năm 2012 khoảng 17 triệu người, dự báo đến năm 2020: 18,2 - 20,2 triệu người, năm 2030: 20,5 - 22,9 triệu người.
Cùng với Vùng đô thị Thành phố Hồ Chí Minh, Bộ Xây dựng và Chính phủ Việt Nam định hướng phát triển 2 vùng đô thị này trở thành các siêu đô thị và đại đô thị tầm cỡ khu vực và thế giới. Trong đó, Vùng Thủ đô Hà Nội được định hướng thành một "vùng đô thị cực lớn" (Mega Urban Region).

## Lịch sử
Các đô thị trong vùng thủ đô Hà Nội đã hình thành một cách tự nhiên từ thập niên 1990 với sự phát triển của mạng giao thông từ Hà Nội sang các tỉnh lân cận, cũng như sự đô thị hóa nhanh chóng ở các địa phương trong vùng, thành lập các khu công nghiệp và khu đô thị mới phụ trợ cho Hà Nội. Tuy nhiên, mãi tới đầu thập niên 2000 mới có nghiên cứu do Bộ Xây dựng Việt Nam chủ trì về việc quy hoạch vùng thủ đô Hà Nội. Nghiên cứu có tham khảo kinh nghiệm quốc tế và ý kiến đóng góp của chuyên gia nước ngoài.
Tháng 5 năm 2008, theo đề nghị số 11/TTr-BXD ngày 6 tháng 3 năm 2008 của Bộ Xây dựng, Thủ tướng Chính phủ Nguyễn Tấn Dũng chính thức ban hành quyết định số 490/QĐ-TTg thành lập Vùng thủ đô Hà Nội và quy hoạch định hướng phát triển vùng đô thị này đến năm 2020 tầm nhìn 2050. Khi đó, phạm vi quy hoạch của Vùng Thủ đô Hà Nội chỉ bao gồm thủ đô Hà Nội và 7 tỉnh: Hà Tây(đã được sát nhập vào Hà Nội),  Vĩnh Phúc, Hưng Yên, Bắc Ninh, Hải Dương, Hà Nam và Hòa Bình với diện tích tự nhiên khoảng 13.436 km2. Phạm vi nghiên cứu bao gồm các vùng kinh tế - xã hội gồm: vùng đồng bằng sông Hồng, vùng Kinh tế trọng điểm Bắc Bộ và các khu vực liên quan đến không gian phát triển kinh tế xã hội của vùng.
Đến tháng 11 năm 2012, Thủ tướng Chính phủ lại ban hành quyết định số 1758/QĐ-TTg điều chỉnh quy hoạch xây dựng Vùng Thủ đô Hà Nội theo đề nghị của Bộ Xây dựng. Phạm vi của vùng được tăng lên gồm Thủ đô Hà Nội và 09 tỉnh là: Vĩnh Phúc, Bắc Ninh, Hải Dương, Hưng Yên, Hà Nam, Hòa Bình, Phú Thọ, Thái Nguyên và Bắc Giang (tăng thêm 03 tỉnh là Phú Thọ, Thái Nguyên, Bắc Giang) có tổng diện tích 24.314,7 km2 với dân số toàn vùng năm 2010 vào khoảng 17 triệu người.
Tháng 5 năm 2016, Thủ tướng Nguyễn Xuân Phúc căn cứ theo đề nghị bổ sung của Bộ Xây dựng lại tiếp tục ban hành quyết định 768/QĐ-TTg điều chỉnh quy hoạch Vùng Thủ đô đến năm 2030 tầm nhìn 2050. Theo đó, số tỉnh thành của Vùng Thủ đô Hà Nội vẫn giữ nguyên là 10 tỉnh, thành phố. Tuy nhiên định hướng phát triển đô thị của từng địa phương đã được quy định cụ thể hơn về vai trò, cũng như đặc trưng, lợi thế riêng và việc chia sẻ chức năng, hỗ trợ phát triển lẫn nhau của các đô thị trong toàn vùng.

## Các đơn vị hành chính trực thuộc
Hiện nay, Vùng Thủ đô Hà Nội gồm có Thành phố Hà Nội là trung tâm và 9 tỉnh lân cận, là: 
- Bắc Ninh (từ 2008)
- Hà Nam (từ 2008)
- Hà Nội (từ 2008)
- Hà Tây (từ 05/2008, đến 08/2008 sáp nhập vào Hà Nội)
- Hải Dương (từ 2008)
- Hòa Bình (từ 2008)
- Hưng Yên (từ 2008)
- Vĩnh Phúc (từ 2008)
- Bắc Giang (từ 2012)
- Phú Thọ (từ 2012)
- Thái Nguyên (từ 2012)

## Ranh giới
Vùng thủ đô Hà Nội nằm gọn trong khu vực Miền Bắc (Việt Nam).
- Phía đông giáp các tỉnh thuộc Vùng duyên hải Bắc Bộ.
- Phía tây giáp các tỉnh còn lại của Vùng Tây Bắc (Việt Nam) (sau khi chuyển Hòa Bình về vùng Hà Nội).
- Phía nam giáp các tỉnh thuộc Vùng duyên hải Bắc Bộ và Thanh Hóa.
- Phía bắc giáp các tỉnh còn lại của Vùng Đông Bắc (Việt Nam) (sau khi chuyển các tỉnh trung du: Thái Nguyên, Phú Thọ, Bắc Giang về vùng Hà Nội).

## Hiện trạng của các đô thị trong vùng
Hiện nay, toàn vùng có 29 đô thị lớn:
| STT | Tên đô thị  | Vai trò                         | Trực thuộc                      | Loại đô thị          | Diện tích (km²) | Dân số (người) | Mật độ (người trên km²) |
| --- | ----------- | ------------------------------- | ------------------------------- | -------------------- | --------------- | -------------- | ----------------------- |
| 1   | Hà Nội      | Thành phố trực thuộc trung ương | Thành phố trực thuộc trung ương | Đô thị loại đặc biệt | 3.359,82        | 8.053.663      | 2.397                   |
| 2   | Bắc Ninh    | Thành phố thuộc tỉnh            | Bắc Ninh                        | Đô thị loại I        | 82,64           | 247.702        | 2.997                   |
| 3   | Hải Dương   | Thành phố thuộc tỉnh            | Hải Dương                       | Đô thị loại I        | 111,68          | 241.373        | 2.161                   |
| 4   | Việt Trì    | Thành phố thuộc tỉnh            | Phú Thọ                         | Đô thị loại I        | 111,75          | 214.777        | 1.921                   |
| 5   | Thái Nguyên | Thành phố thuộc tỉnh            | Thái Nguyên                     | Đô thị loại I        | 222,21          | 394.557        | 1.776                   |
| 6   | Bắc Giang   | Thành phố thuộc tỉnh            | Bắc Giang                       | Đô thị loại II       | 258,29          | 326.354        | 1.263                   |
| 7   | Phủ Lý      | Thành phố thuộc tỉnh            | Hà Nam                          | Đô thị loại II       | 87,64           | 158.212        | 1.805                   |
| 8   | Hòa Bình    | Thành phố thuộc tỉnh            | Hòa Bình                        | Đô thị loại II       | 348,65          | 101.674        | 292                     |
| 9   | Vĩnh Yên    | Thành phố thuộc tỉnh            | Vĩnh Phúc                       | Đô thị loại II       | 50,39           | 119.128        | 2.364                   |
| 10  | Phổ Yên     | Thành phố thuộc tỉnh            | Thái Nguyên                     | Đô thị loại III      | 258,88          | 231.363        | 895                     |
| 11  | Sông Công   | Thành phố thuộc tỉnh            | Thái Nguyên                     | Đô thị loại III      | 98,37           | 69.382         | 705                     |
| 12  | Hưng Yên    | Thành phố thuộc tỉnh            | Hưng Yên                        | Đô thị loại III      | 73,42           | 116.356        | 1.585                   |
| 13  | Phúc Yên    | Thành phố thuộc tỉnh            | Vĩnh Phúc                       | Đô thị loại III      | 120,13          | 106.002        | 882                     |
| 14  | Từ Sơn      | Thành phố thuộc tỉnh            | Bắc Ninh                        | Đô thị loại III      | 61,08           | 186.004        | 3.045                   |
| 15  | Chí Linh    | Thành phố thuộc tỉnh            | Hải Dương                       | Đô thị loại III      | 282,91          | 171.879        | 608                     |
| 16  | Phú Thọ     | Thị xã                          | Phú Thọ                         | Đô thị loại III      | 64,6            | 70.653         | 1.094                   |
| 17  | Sơn Tây     | Thị xã                          | Hà Nội                          | Đô thị loại III      | 113,5           | 145.856        | 1.285                   |
| 18  | Mỹ Hào      | Thị xã                          | Hưng Yên                        | Đô thị loại IV       | 79,37           | 112.752        | 1.421                   |
| 19  | Thuận Thành | Thị xã                          | Bắc Ninh                        | Đô thị loại IV       | 117,83          | 199.577        | 1.694                   |
| 20  | Việt Yên    | Thị xã                          | Bắc Giang                       | Đô thị loại IV       | 171             | 229.216        | 1.340                   |
| 21  | Quế Võ      | Thị xã                          | Bắc Ninh                        | Đô thị loại IV       | 155,1           | 219.929        | 1.418                   |
| 22  | Kinh Môn    | Thị xã                          | Hải Dương                       | Đô thị loại IV       | 165,33          | 172.541        | 1.044                   |
| 23  | Chũ         | Thị xã                          | Bắc Giang                       | Đô thị loại IV       | 12,84           | 14.625         | 1.139                   |
| 24  | Duy Tiên    | Thị xã                          | Hà Nam                          | Đô thị loại IV       | 120,92          | 137.150        | 1.134                   |
| 25  | Yên Phong   | Huyện                           | Bắc Ninh                        | Đô thị loại IV       | 96,93           | 211.048        | 2.177                   |
| 26  | Hùng Sơn    | Thị trấn                        | Thái Nguyên                     | Đô thị loại IV       | 14,63           | ~ 15.000       | ~ 1.025                 |
| 27  | Thắng       | Thị trấn                        | Bắc Giang                       | Đô thị loại IV       | 11,35           | 18.833         | 1.659                   |
| 28  | Lương Sơn   | Thị trấn                        | Hòa Bình                        | Đô thị loại IV       | 17,3            | 27.149         | 1.569                   |
| 29  | Đồi Ngô     | Thị trấn                        | Bắc Giang                       | Đô thị loại IV       | 13,69           | 20.206         | 1.476                   |
| 30  | Như Quỳnh   | Thị trấn                        | Hưng Yên                        | Đô thị loại IV       | 7,04            | 20.951         | 2.976                   |

Hiện nay, toàn vùng gồm:
- 1 đô thị loại đặc biệt: thành phố Hà Nội
- 4 thành phố là đô thị loại I: Bắc Ninh, Hải Dương, Thái Nguyên và Việt Trì.
- 3 thành phố là đô thị loại II: Bắc Giang, Phủ Lý và Vĩnh Yên,Hòa Bình
- 9 đô thị loại III gồm 7 thành phố:  Phúc Yên, Từ Sơn, Chí Linh, Hưng Yên, Sông Công, Phổ Yên và 2 thị xã: Phú Thọ, Sơn Tây.
- 14 đô thị loại IV gồm 8 thị xã: Chũ, Kim Bảng, Kinh Môn, Mỹ Hào, Duy Tiên, Quế Võ, Thuận Thành, Việt Yên và 2 huyện: Hiệp Hòa, Yên Phong và 4 thị trấn: Hùng Sơn (Đại Từ), Lương Sơn (Lương Sơn), Đồi Ngô (Lục Nam), Như Quỳnh (Văn Lâm).

Từ nay tới năm 2050, vùng thủ đô Hà Nội sẽ được đầu tư phát triển theo hướng hình thành ba tiểu vùng đô thị trực thuộc: Đó là vùng đô thị trung tâm, vùng đô thị phụ cận (trong phạm vi từ 25 dến 30 km từ vùng đô thị trung tâm) và vùng đô thị vệ tinh ở ba phía: Tây, Đông và Đông Nam, Bắc và Đông Bắc.
Bốn thành phố trong đó có đô thị trung tâm là Hà Nội ngoài ra còn có ba đô thị vệ tinh là Vĩnh Yên, thành phố Bắc Ninh và thành phố Hải Dương sẽ là 4 đô thị đối trọng nhau có chức năng và nhiệm vụ như nhau, đô thị Vĩnh Phúc, đô thị Bắc Ninh và đô thị Hải Dương sẽ giảm áp lực về cả dân số và hạ tầng cho Hà Nội. Các đô thị phía Tây sẽ là nơi phát triển dịch vụ và công nghệ cao.

## Dân số
Tại thời điểm năm 2006, dân số toàn vùng thủ đô Hà Nội là 12,462 triệu người trong đó 3,26 triệu người sống ở khu vực thành thị. Dân số năm 2012 khoảng 17 triệu người, dự báo đến năm 2020: 18,2 - 20,2 triệu người, năm 2030: 20,5 - 22,9 triệu người.